# سنت کلاسیک غربی

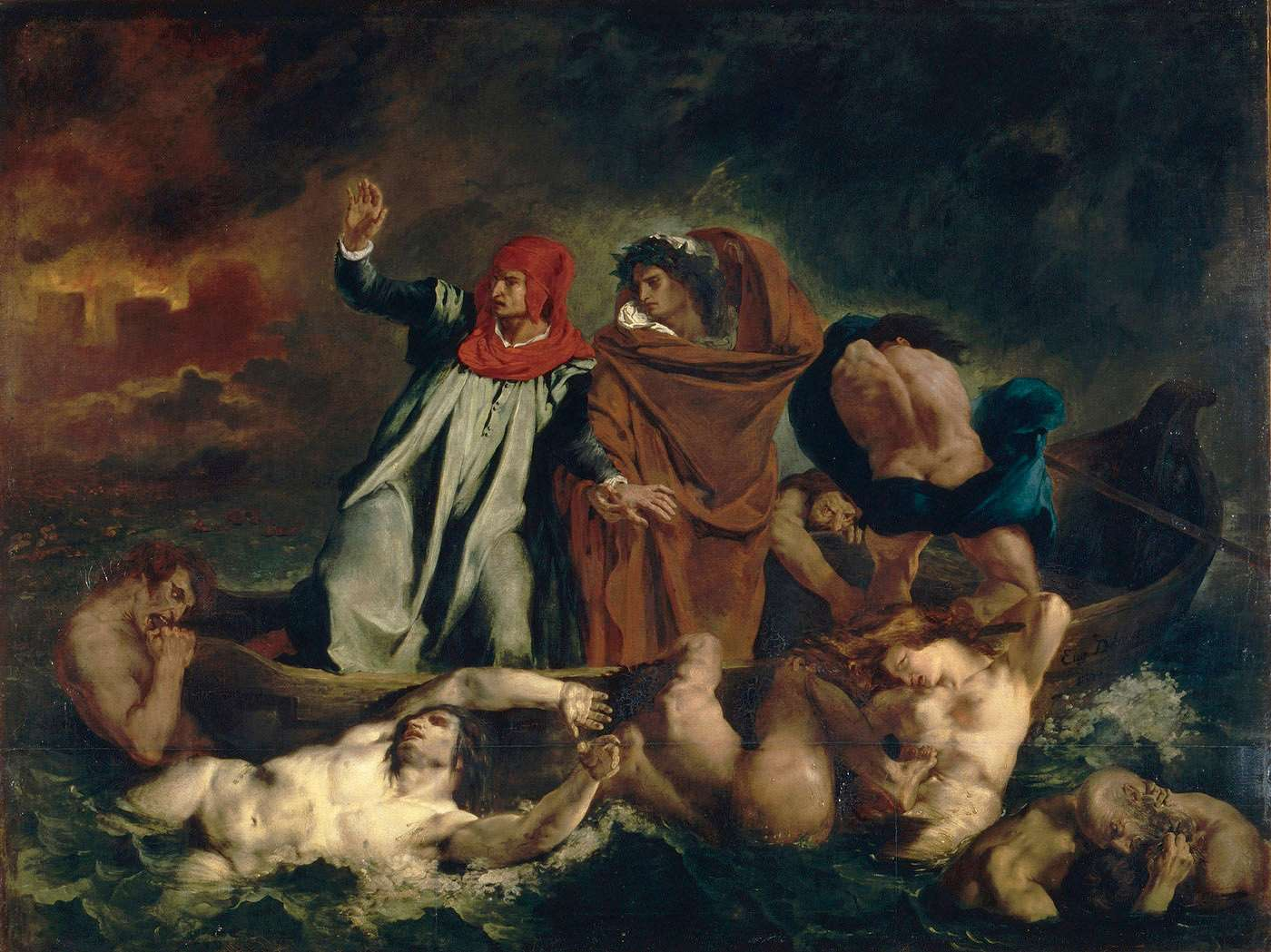
ویرژیل راهنمای دانته در دوزخ است. این تصویر نماد پیوستگی فرهنگ کلاسیک غربی است. (Dante and Vergil in Hell by Delacroix, 1823)

سنت کلاسیک غربی دریافتی از اروپای دوران قدیم (جهان یونانی رومی) است که فرهنگ‌های آینده، به‌ویژه جهان غرب پس از دوران کلاسیک، آن را تفسیر کرده‌اند و شامل متون، تصویرسازی‌ها، اشیاء، نظریات، آیین‌ها، یادمان‌ها، سازمان‌ها، و گفتاوردها می‌شود. فلسفه، تفکر سیاسی، و اساطیر نمونه‌هایی بارز از بازماندن فرهنگ کلاسیک هستند و تا به‌امروز هم بر فرهنگ غربی تأثیر می‌گذارند.
فرهنگ غربی تنها یکی از فرهنگ‌هایی است که برای آن یک «سنت کلاسیک» تصور می‌شود. دیگر فرهنگ‌ها با سنت کلاسیک شامل فرهنگ هندی، چینی، یهودی و اسلام هستند.
مطالعهٔ سنت کلاسیک از مطالعات کلاسیک (که به دنبال معنای متون کهن در بافتار اصلی‌شان است) متفاوت است. به گفتهٔ چارلز مارتیندیلز مطالعهٔ سنت کلاسیک «روندی دو طرفه است… که در آن اکنون و گذشته در مصاحبت با یکدیگر قرار دارند.»